# Pont tournant de Combleux
Le pont tournant de Combleux est un pont mobile français situé sur le territoire de la commune de Combleux, le département du Loiret et la région Centre-Val de Loire.
Le pont est situé dans le périmètre de la région naturelle du Val de Loire inscrit au patrimoine mondial de l'Organisation des Nations unies pour l'éducation, la science et la culture (UNESCO) et franchit le canal d'Orléans.

## Géographie
Le pont tournant est établi dans l'aire urbaine et l'unité urbaine d'Orléans sur la branche du canal d'Orléans menant de Combleux à Orléans. Cette dernière a été construite de 1907 à 1921 afin de prolonger le canal le long de la rive droite de la Loire.  

## Historique
Le pont tournant date du début du XXe siècle. Il est longtemps nommé Pont aux Vaches car se situant dans le prolongement de la rue aux Vaches menant de l'intérieur du village à la Loire. Dans le passé, les vaches l'empruntaient pour aller pâturer dans les prairies des bords de Loire.

## Description
Le pont est métallique, sa voie centrale mesure 2,50 m de large et possède deux trottoirs. La largeur totale du pont est de 4 m pour 14 m de long.

## Pour approfondir